# Moçambique nos Jogos Olímpicos de Verão de 2020
Moçambique participa nos Jogos Olímpicos de Verão de 2020 em Tóquio. Originalmente programados para ocorrerem de 24 de julho a 9 de agosto de 2020, os Jogos foram adiados para 23 de julho a 8 de agosto de 2021, por causa da pandemia COVID-19. Será a 11ª participação da nação nos Jogos Olímpicos de Verão desde sua estreia em 1980. 

## Competidores
Abaixo está a lista do número de competidores nos Jogos.
| Esporte   | Masculino | Feminino | Total |
| --------- | --------- | -------- | ----- |
| Atletismo | 1         | 0        | 1     |
| Boxe      | 0         | 2        | 2     |
| Canoagem  | 1         | 0        | 1     |
| Judô      | 1         | 0        | 1     |
| Natação   | 1         | 1        | 2     |
| Vela      | 0         | 3        | 3     |
| Total     | 4         | 6        | 10    |

## Atletismo
O Mali recebeu vagas de universalidade da World Athletics para enviar dois atletas (um por gênero) às Olimpíadas.
- Nota– As posições para os eventos de pista são em relação à bateria do atleta
- Q = Qualificado para a próxima fase
- q = Qualificado para a próxima fase como o perdedor mais rápido ou, em eventos de campo, pela posição sem atingir o alvo para qualificação
- NR = Recorde nacional
- N/A = Fase não aplicável para o evento
- Bye = Atleta não precisou disputar aquela fase

Eventos de pista e estrada
| Atleta                | Evento                        | Eliminatória | Eliminatória | Semifinal | Semifinal | Final     | Final   |
| Atleta                | Evento                        | Resultado    | Posição      | Resultado | Posição   | Resultado | Posição |
| --------------------- | ----------------------------- | ------------ | ------------ | --------- | --------- | --------- | ------- |
| Creve Armando Machava | 400 m com barreiras masculino |              |              |           |           |           |         |

## Boxe
Moçambique inscreveu duas boxeadoras para o torneio olímpico pela primeira vez na história. Acinda Panguana (peso meio-médio feminino) e Rady Gramane (peso médio feminino) garantiram suas vagas após chegarem à final de suas respectivas categorias de peso no Torneio Africano de Qualificação Olímpica de 2020 em Diamniadio, Senegal.
| Atleta          | Evento          | Fase de 32           | Oitavas-de-final     | Quartas-de-final     | Semifinais           | Final                | Final   |
| Atleta          | Evento          | Adversário Resultado | Adversário Resultado | Adversário Resultado | Adversário Resultado | Adversário Resultado | Posição |
| --------------- | --------------- | -------------------- | -------------------- | -------------------- | -------------------- | -------------------- | ------- |
| Acinda Panguana | -69 kg feminino |                      |                      |                      |                      |                      |         |
| Rady Gramane    | -75 kg feminino | —                    |                      |                      |                      |                      |         |

## Canoagem

### Velocidade
Moçambique recebeu um convite da Comissão Tripartite para enviar um canoísta para o C-1 1000 m das Olimpíadas.
| Atleta       | Evento               | Eliminatórias | Eliminatórias | Quartas-de-final | Quartas-de-final | Semifinais | Semifinais | Final | Final   |
| Atleta       | Evento               | Tempo         | Posição       | Tempo            | Posição          | Tempo      | Posição    | Tempo | Posição |
| ------------ | -------------------- | ------------- | ------------- | ---------------- | ---------------- | ---------- | ---------- | ----- | ------- |
| Joaquim Lobo | C-1 1000 m masculino |               |               |                  |                  |            |            |       |         |

Legenda de Qualificação: FA = Qualificado à Final A (medalha); FB = Qualificado à final B (sem medalha)

## Judô
Moçambique inscreveu um judoca no torneio olímpico baseado no Ranking Olímpico Individual da International Judo Federation.
| Atleta        | Evento           | Fase de 32           | Oitavas-de-final     | Quartas-de-final     | Semifinais           | Repescagem           | Final / BM           | Final / BM |
| Atleta        | Evento           | Adversário Resultado | Adversário Resultado | Adversário Resultado | Adversário Resultado | Adversário Resultado | Adversário Resultado | Posição    |
| ------------- | ---------------- | -------------------- | -------------------- | -------------------- | -------------------- | -------------------- | -------------------- | ---------- |
| Kevin Loforte | –66 kg masculino |                      |                      |                      |                      |                      |                      |            |

## Natação
Camarões recebeu vagas de universalidade da FINA para enviar os nadadores de melhor ranking (um por gênero) para seus respectivos eventos individuais nas Olimpíadas, baseado no Ranking de Pontos da FINA de 28 de junho de 2021.
| Atleta        | Evento                | Eliminatória | Eliminatória | Semifinal | Semifinal | Final | Final   |
| Atleta        | Evento                | Tempo        | Posição      | Tempo     | Posição   | Tempo | Posição |
| ------------- | --------------------- | ------------ | ------------ | --------- | --------- | ----- | ------- |
| Igor Mogne    | 400 m livre masculino |              |              |           |           |       |         |
| Alicia Mateus | 50 m livre feminino   |              |              |           |           |       |         |

## Vela
Velejadores moçambicanos qualificaram um total de dois barcos nas classes seguintes através dos Campeonatos Mundiais das Classes e das regatas continentais, representando a estreia da nação nos Jogos.
| Atleta                        | Evento                | Regata | Regata | Regata | Regata | Regata | Regata | Regata | Regata | Regata | Regata | Regata | Pontos | Posição |
| Atleta                        | Evento                | 1      | 2      | 3      | 4      | 5      | 6      | 7      | 8      | 9      | 10     | M*     | Pontos | Posição |
| ----------------------------- | --------------------- | ------ | ------ | ------ | ------ | ------ | ------ | ------ | ------ | ------ | ------ | ------ | ------ | ------- |
| Deisy Nhaquile                | Laser Radial feminino |        |        |        |        |        |        |        |        |        |        |        |        |         |
| Maria Machava Denise Parruque | 470 feminino          |        |        |        |        |        |        |        |        |        |        |        |        |         |

M = Regata da medalha; EL = Eliminado – não avançou à regata da medalha